# Talang Sungai Bungo
Talang Sungai Bungo is een bestuurslaag in het regentschap Bungo van de provincie Jambi, Indonesië. Talang Sungai Bungo telt 673 inwoners (volkstelling 2010).